# Mooringsport

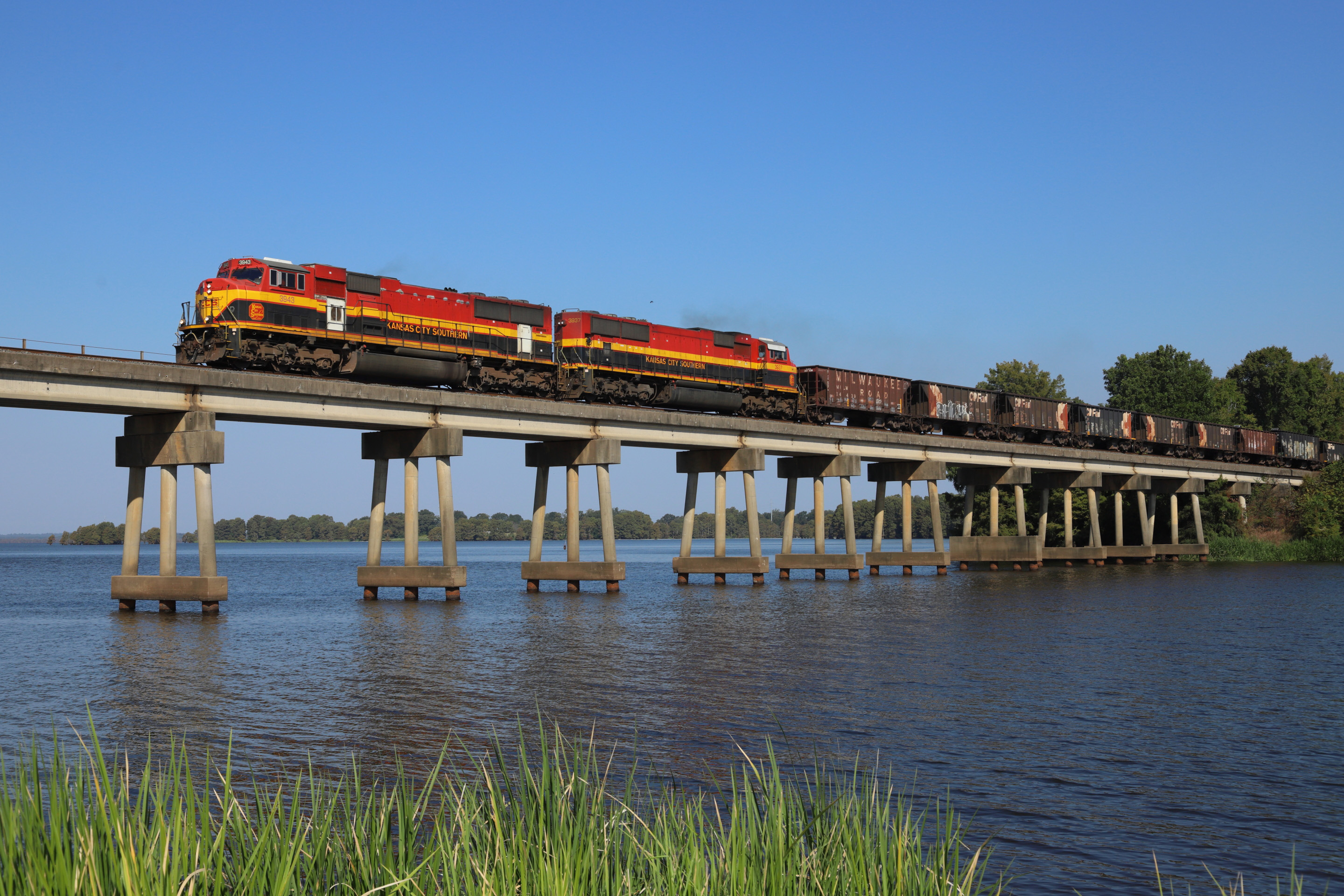
A 3943 és a 3937 pályaszámú KCS SD70MAC mozdony a WKC027-04 vonattal a Caddo-tó felett a louisianai Mooringsportban.

Mooringsport város az Amerikai Egyesült Államok Louisiana államában, Caddo megyében. Lakosainak száma 748 fő (2020. április 1.).

## Népesség
A település népességének változása:
| Lakosok száma | 793  | 750  | 748  |
|               | 2010 | 2019 | 2020 |